# Італія (римська провінція)

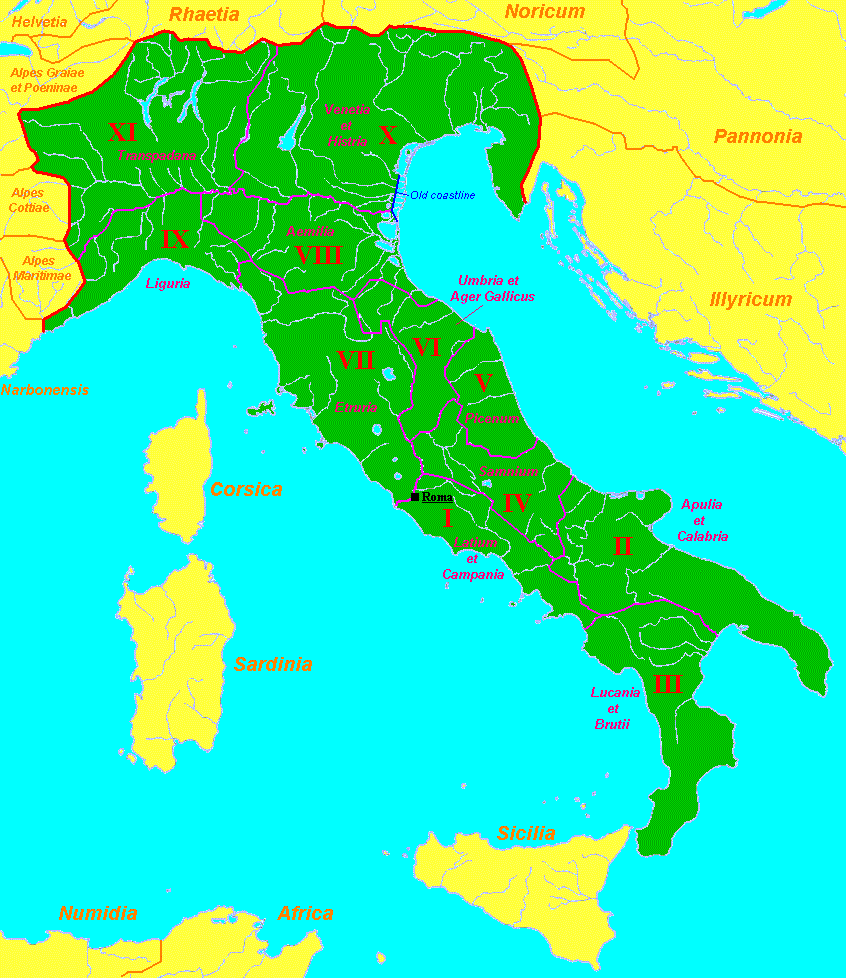
Давньоримська провінція Італія

42°00′ пн. ш. 12°30′ сх. д. / 42° пн. ш. 12.5° сх. д.
Іта́лія — давньоримська провінція на Апеннінському півострові.
За часів республіки Італія включала в себе землі від Рубікону до Калабрії і не вважалася провінцією, але лише територією з центром у Римі, що надавало їй особливий статус: наприклад, воєначальники не мали права вводити на її територію війська і Цезар, віддавши наказ перейти Рубікон, поклав початок громадянської війни.
Спочатку слово Італія позначало не весь півострів. Згідно зі Страбоном (Географія, т.1) Італія — це ділянка від Мессінської протоки до лінії, що з'єднують затоки Салерно і Таранто. Згодом Італія розширилася на весь півострів і навіть на істрійське місто Пула, яке стало входити до її складу. Закінчилося формування провінції тоді, коли Юлій Цезар дав римське громадянство жителям Цізальпійської Галлії, розширивши територію Італії до Альп.
- Район I Latium et Campania
- Район II Apulia et Calabria
- Район III Lucania et Brutii
- Район IV Samnium
- Район V Picenum
- Район VI Umbria et Ager Gallicus
- Район VII Etruria
- Район VIII Aemilia
- Район IX Liguria
- Район X Venetia et Histria
- Район XI Transpadana